# Corynorhynchus parahispidus
Corynorhynchus parahispidus är en insektsart som beskrevs av Piza Jr. 1979. Corynorhynchus parahispidus ingår i släktet Corynorhynchus och familjen Proscopiidae. Inga underarter finns listade i Catalogue of Life.